# La Llave de Mi Corazón
La Llave de Mi Corazón é o décimo álbum de estúdio gravado pelo cantor e compositor dominicano Juan Luis Guerra. Foi lançado pela EMI Televisa Music em 20 de março de 2007. Foi o primeiro álbum de Guerra a conter canções em inglês desde sua gravação de Fogarate em 1994. O álbum contém fusões de mambo e ritmos tropicais que o próprio Guerra definiu como "Mambo merengue". Sua produção e estrutura musical é baseada ritmos como merengue, bachata e salsa, englobando elementos de blues, son, jazz, mambo e bossa nova.
O álbum recebeu aclamação da crítica e foi elogiado por sua mistura e variedade de elementos tropicais nas canções. Ganhou seis prêmios no 8º Grammy Latino, incluindo Álbum do Ano e ganhou um Prêmio Grammy de Melhor Álbum Latino Tropical Tradicional no 50º Grammy Awards. Também ganhou o Prêmio de Álbum Tropical do Ano por Duo ou Grupo no Latin Billboard Music Award e seis Soberano Awards em 2008. O álbum teve cinco singles oficiais, incluindo o single principal "La Llave de mi corazón" que liderou as paradas Hot Latin Songs e Tropical Airplay da Billboard.
O álbum foi um sucesso comercial na América Latina e na Europa. Recebeu certificado de ouro e platina na Colômbia, Argentina, Venezuela, Chile e Espanha. Para divulgar o álbum, Guerra embarcou na "La Travesia Tour".

## Faixas
Todas as faixas escritas e compostas por Juan Luis Guerra. 
| N.º            | Título                                  | Duração |  |
| 1.             | "Medicine for My Soul"                  | 3:16    |  |
| 2.             | "La Travesía"                           | 3:25    |  |
| 3.             | "Te Contarán"                           | 4:05    |  |
| 4.             | "Que Me Des Tu Cariño"                  | 3:28    |  |
| 5.             | "Cómo Yo"                               | 3:25    |  |
| 6.             | "Si Tú No Bailas Conmigo"               | 2:42    |  |
| 7.             | "Sólo Tengo Ojos Para Tí"               | 3:20    |  |
| 8.             | "Amores"                                | 3:25    |  |
| 9.             | "Cancioncita de Amor"                   | 3:48    |  |
| 10.            | "Sabia Manera"                          | 3:56    |  |
| 11.            | "La Llave de Mi Corazón"                | 3:15    |  |
| 12.            | "Something Good" (Part. Chiara Civello) |         |  |
| Duração total: | Duração total:                          | 44:53   |  |

| Faixas bônus   |                |         |  |
| N.º            | Título         | Duração |  |
| 13.            | "A La Vera"    | 2:50    |  |
| Duração total: | Duração total: | 47:43   |  |

| Edição especial |                                                |         |  |
| N.º             | Título                                         | Duração |  |
| 14.             | "Medicine for My Soul" (Edição especial)       | 3:16    |  |
| 15.             | "La Llave De Mi Corazón" (Versão em português) | 3:16    |  |
| Duração total:  | Duração total:                                 | 54:15   |  |

| Edição brasileira |                                              |         |  |
| N.º               | Título                                       | Duração |  |
| 16.               | "Que Me Dê O Seu Carinho" (Part. Tânia Mara) | 3:34    |  |
| 17.               | "A Travessia" (Part. Daniela Mercury)        | 3:27    |  |
| Duração total:    | Duração total:                               | 61:16   |  |